# Вань (фамилия)
Вань — китайская фамилия (клан). 萬 (Код Розенберга — 4422) — «Десять тысяч» (см. Банзай).

## Известные Вань
- Вань Ган (род. 1952) — китайский эксперт по автомобилям.
- Вань Ли (万里, 1916) — председатель Всекитайского Собрания Народных Представителей (1988—1993).
- Вань Лицзюнь[кит.] (род. 1957) — китайский учёный, специалист по туннельной микроскопии, действительный член Академии наук КНР.
- Вань Лэтянь (род. 2004) — китайская пловчиха.
- Вань Фулинь (1880—1951) — милитарист из Фэнтяньской клики, генерал-губернатор Хэйлунцзяна, участник японо-китайской войны.
- Вань Ху (XV—XVI века) — китайский легендарный чиновник, учёный.
- Вань Хуэйлинь[кит.] (род. 1938) — китайский химик, специалист по катализу, действительный член Академии наук КНР.
- Вань Чжэсянь[кит.] (род. 1927) — китайский математик, действительный член Академии наук КНР.
- Вань Чунлинь, Раймонд (1921—2010) — католический епископ, ординарий епархии Чжаосяня.
- Ваньли (кит. 萬曆 / 万历, пиньинь Wanli, палл. Ваньли, 1563—1620) — император Китая династии Мин c 1572 по 1620 годы.